# 김세진 (배구인)
김세진(金世鎭, 1974년 1월 30일~)은 대한민국의 배구 선수, 지도자, 배구 해설가로, V-리그의 팀인 안산 OK저축은행 러시앤캐시의 창단 감독이다.

## 경력
한양대학교 졸업을 앞두고 1995년 실업 배구 팀 삼성화재의 창단 멤버로 입단했다. 현역 시절에는 신진식과 함께 좌우 쌍포를 이루며, 삼성화재의 전성시대를 이끈 주역이었다. 포지션은 라이트였다.
은퇴 후 KBS N 스포츠의 배구 해설위원으로 활동했으며, 2013년 7월부터 안산 OK저축은행 러시앤캐시의 창단 감독으로 영입됐다.
2015년 4월 1일, 삼성화재를 상대로 3:0 스윕과 동시에 포스트시즌 5전 전승을 거두며, OK저축은행에 창단 첫 우승을 안겨 주었다. 선수(삼성화재)와 감독(OK)으로서 V-리그 최초의 우승자이다. 스승을 이겨서 청출어람을 몸소 실천하였다. 2015-2016 시즌 NH농협 프로 배구 리그 챔피언 결정전에서 현대캐피탈 배구단을 꺾고 우승을 차지하였다. 감독으로써 창단된 지 3년 밖에 되지 않은 안산 OK저축은행 러시앤캐시 배구단을 2년 연속 V리그 챔피언의 자리에 올렸다. 이 활약에 힘입어 4년 재계약을 채결했다.
2018-2019 시즌 후 성적 부진으로 OK저축은행의 감독직을 석진욱 수석코치에게 넘겼다. 잠시 휴식기를 취한 후, 2020-2021 시즌부터 2022-2023 시즌까지 KBS N 스포츠의 배구 해설위원으로 활동했다.
2023년 6월, 한국배구연맹 경기운영 본부장으로 선임되었다.

## 학력
- 옥천삼양초등학교
- 옥천중학교
- 옥천공업고등학교
- 한양대학교

### 경력
- 1992년 - 아시아 청소년 선수권 대회 우승
- 1992년 - 월드리그 배구대회, 바르셀로나 올림픽 국가대표
- 1993년 - 아시아 배구 선수권 대회 우승
- 1994년 - 월드리그 배구대회 최우수 공격상
- 1994년 - 히로시마 아시안 게임 동메달
- 1995년 - 아시아 배구 선수권 대회 국가대표
- 1996년 - 애틀랜타 올림픽 국가대표
- 1997년 - 슈퍼리그 우승, MVP, Best6
- 1998년 - 슈퍼리그 우승, Best6
- 1998년 - 방콕 아시안 게임 은메달
- 1999년 - 슈퍼리그 우승, Best6
- 2000년 - 시드니 올림픽 국가대표
- 2000년 - 슈퍼리그 우승, MVP, Best6
- 2001년 - 슈퍼리그 우승, V-코리아 세미프로리그 MVP
- 2001년 - 아시아 배구 선수권 대회 우승
- 2002년 - 부산 아시안 게임 금메달
- 2002년 - 슈퍼리그 우승, MVP
- 2003년 - 슈퍼리그 우승
- 2003년 - 아시아 배구 선수권 대회 우승
- 2004년 - V-tour 우승, MVP, 공격상
- 2005년 - V-리그 우승, 챔피언 결정전 MVP
- 2006년 - 공식 은퇴
- 2007년 ~ 2013년 KBS N 스포츠 배구 해설위원
- 2013년 - 러시앤캐시 베스피드(안산 OK저축은행 러시앤캐시) 초대 감독
- 2015년 - 정규리그 준우승, 챔피언결정전 대 삼성화재 3:0 우승
- 2016년 - 정규리그 준우승, 챔피언결정전 대 현대캐피탈 3:1 우승
- 2020년 ~ 2023년 KBS N 스포츠 배구 해설위원
- 2023년 ~ 한국배구연맹 경기운영 본부장

### 영화
- 2024년 영화 《1승》

### 방송
- 1995년 KBS2 체험 삶의현장
- 1995년 KBS2 가족오락관
- 1996년 MBC 주병진 나이트쇼
- 1996년 KBS1 TV는 사랑을 싣고
- 1997년 KBS2 퍼즐특급열차
- 1997년 KBS2 도전 지구탐험대
- 1998년 KBS2 서세원쇼
- 1998년 SBS 이홍렬쇼
- 2016년 KBS2 우리동네 예체능

## 가족 관계
- 첫번째 아내 - 구나연[3]  (1976년 ~ )
  - 아들 : 김승민 (1999년 11월 28일 ~ )
- 두번째 아내 : 진혜지 (1982년 6월 6일 ~ )